# 몬테레알레발첼리나

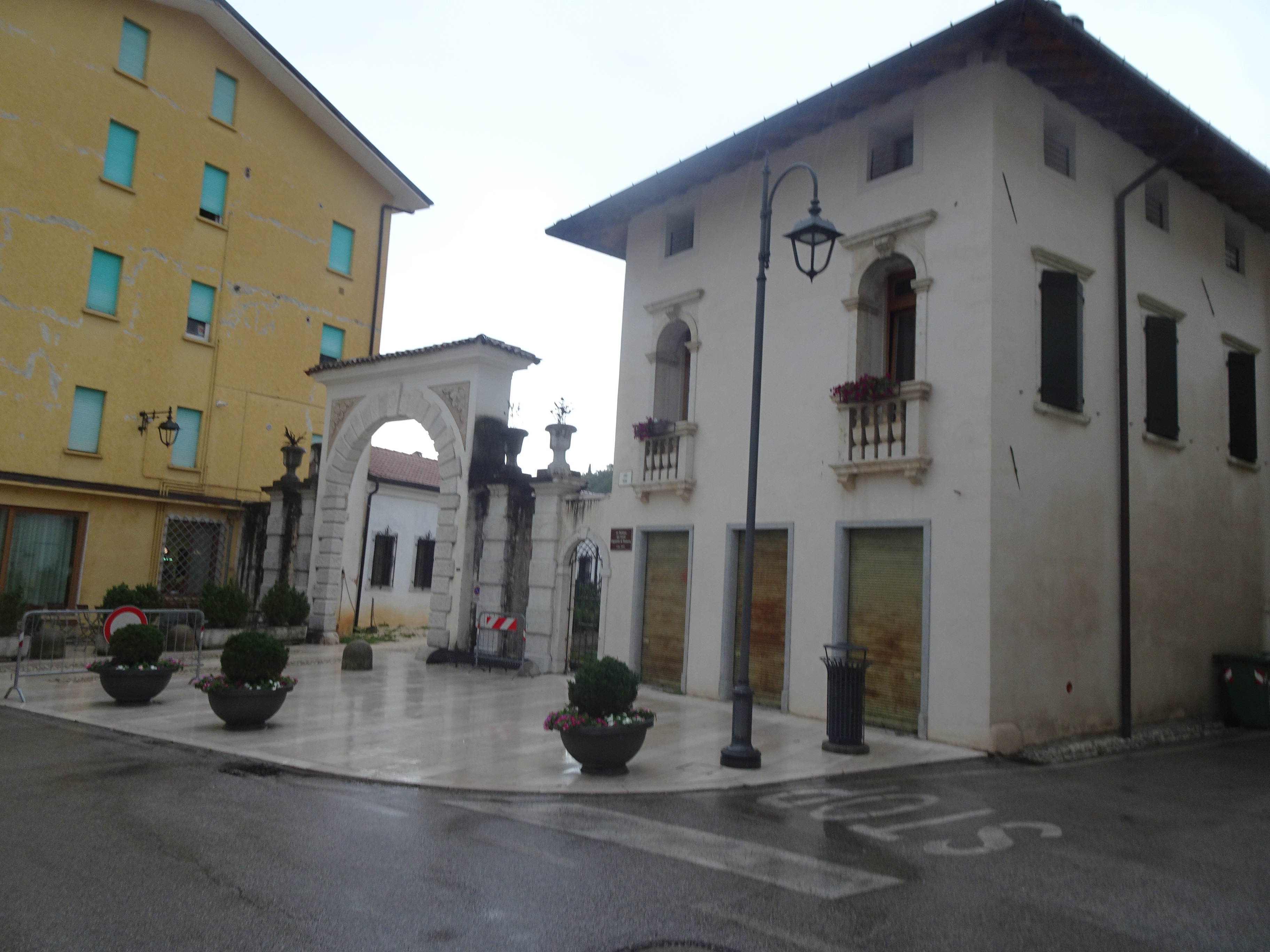

몬테레알레발첼리나(이탈리아어: Montereale Valcellina)는 이탈리아 프리울리베네치아줄리아주 포르데노네현에 위치한 코무네로 면적은 67.9km2, 높이는 317m, 인구는 4,455명(2014년 12월 31일 기준), 인구 밀도는 66명/km2이다. 트리에스테에서 북서쪽으로 약 110km, 포르데노네에서 북쪽으로 약 20km 정도 떨어진 곳에 위치한다.